# Козловский, Олег Анатольевич
Олег Анатольевич Козловский (укр. Олег Анатолійович Козловський; род. 23 апреля 1967, Белая Церковь, Киевская область) — генерал-майор, активный участник АТО с начала обострения конфликта на Донбассе. Один из организаторов процесса обмена пленных в зоне проведения АТО, переговорщик. Начальник Управления СБУ в Луганской области с марта 2015 по апрель 2018 года. В сентябре 2018 года возглавил Департамент оперативной поддержки Национальной полиции при Министерстве внутренних дел Украины. С января 2019 года занимает должность заместителя главы Национальной полиции Украины.

## Биография
Родился 23 апреля 1967 года в городе Белая Церковь Киевской области. В 1992 году окончил Исторический факультет Киевского педагогического института имени М. П. Драгоманова.
С 1993 служит в СБУ на оперативных и руководящих должностях. С 2006 по 2009 года руководил управлением внутренней безопасности СБУ. В 2009—2010 годах был заместителем руководителя аппарата Правительственного уполномоченного по вопросам антикоррупционной политики.
В 2014 году, пребывая на пенсии (с 2010), отправился добровольцем в зону проведения АТО. С июля 2014 — офицер по особым поручениям СБУ в зоне проведения АТО. С августа 2014 занимался вопросом обмена пленных. С марта 2015 и до момента трансформации АТО в ООС в 2018 — Начальник Управления СБУ в Луганской области.
С сентября 2018 занимает должность начальника Департамента оперативной поддержки Национальной полиции Украины.
С января 2019 является заместителем главы Национальной полиции Украины.

## Обмен пленными
Олег Козловский с группой добровольцев, в период обострения конфликта на Востоке Украины (2014) занимался вопросом обмена пленных. Первые обмены пленных проходили под руководством Козловского. За 2014—2017 год удалось освободить из плена более 3 тысяч украинских заложников. После организации первой, но довольно результативной системы освобождения заложников (с 2014), процесс был передан (2016) уполномоченным группам по вопросу обмена пленных. Пребывая в зоне проведения АТО Олег Козловский продолжал взаимодействие с уполномоченными украинскими специалистами по вопросу обмена пленных.

## УСБУ Луганской области
24 марта 2015 года Олег Козловский указом Президента назначен Начальником Управления Службы безопасности Украины в Луганской области.
С 2015 года Управлением СБУ Луганской области были проведены успешные спецоперации по выявлению и предотвращению террористических актов на территории региона. Проведены многочисленные антидиверсионные мероприятия.
С 2015 по 2017 год Управлением СБУ Луганской области были раскрыты преступления, совершенные еще с момента возгорания конфликта (с 2014). Удалось выявить и ликвидировать агентурные сети террористов и сети их информаторов. За данный период сотрудниками управления было зафиксировано более 50 попыток вербовки украинских «заробитчан» российскими спецслужбами и выявлено более 30 крупных тайников оружия, боеприпасов и спецсредств для сбора конфиденциальной информации.
В данный период Управлением СБУ Луганской области, совместно с региональными органами МВД и ВСУ, было задержано более 150 боевиков, вражеских наемников, диверсантов, разведчиков, информаторов и ликвидированы несанкционированные каналы связи.
Налаженное взаимодействие Управления СБУ Луганской области с областными органами внутренних дел и ВСУ,в период пребывания Козловского на должности начальника управления, позволило стабилизировать ситуацию на подконтрольной территории Луганской области и не дать агрессору продвинутся дальше.

## Борьба с коррупцией
С 2015 года Управлением СБУ Луганской области, возглавляемым Козловским, проводилась активная работа по борьбе с коррупцией в зоне проведения АТО. В ходе антикоррупционной деятельности управления, были выявлены многочисленные финансовые «сделки», касательно растраты, хищения и присвоения государственных (бюджетных) средств. Раскрыты финансовые аферы местных чиновников с налогами, земельными ресурсами, служебными квартирами, незаконным оформлением документов, неправомерными социальными выплатами населению и т. д. Нейтрализованы группировки, финансирующие террористов за счет государственных средств.
В 2016 году Управлением СБУ Луганской области былапредотвращена попытка получения 26 млн гривен государственных средств организацией из так называемой ЛНР, выявленоразворовывание денежных средств угольных госпредприятий и предупреждено разворовывание угля на 2 млн гривен.
За период 2015—2018 гг. сотрудниками управления и при взаимодействии с другими представителями правоохранительных органов было выявлено около 30 случаев и попыток получения/дачи взяток среди должностных лиц государственных органов.
В интервью Укринформу (23.03.2017) Олег Козловский так объяснил важность борьбы с коррупцией в период проведения антитеррористической операции на Востоке Украины:
«…В сегодняшних условиях на борьбу с коррупцией мы также смотрим с позиций противостояния гибридной агрессии. Коррупционеры — это слабое звено в государственном аппарате. Это люди, которые за деньги готовы на многое, в том числе и на измену.»

## Борьба с контрабандой
С начала конфликта на Донбассе Службой безопасности Украины были зафиксированы частые попытки и случаи вывоза незаконных, запрещённых грузов (товаров) на неподконтрольные государству территории. В период 2015—2018 годов руководством Управления СБУ Луганской области были организованы и проведены мероприятия по выявлению и борьбе с контрабандой в регионе. За данный период сотрудникам управления удалось ликвидировать различные каналы контрабанды запрещённых средств (наркотиков, стероидов, медицинских препаратов, фальсифицированного алкоголя и пр.).
В ходе мероприятий по борьбе с контрабандой (2015—2018) были задержаны незаконные грузы дизельного топлива, технических средств, сельскохозяйственной продукции и других (продовольственных) товаров, с целью их несанкционированного вывоза на временно оккупированные территории.

## МВД
В августе 2018 года при МВД Украины был создан Департамент оперативной поддержки Национальной полиции, основной функцией которого является выявление скрытых преступных процессов и явлений, посягающие на публичную безопасность и правопорядок, а также координация во взаимодействии с этого направления как с подразделениями Национальной полиции, так и других органов исполнительной власти. В сентябре (2018) приказом министра внутренних дел Украины Козловский был назначен на должность начальника Департамента оперативной поддержки Национальной полиции. На итоговой коллегии МВД Украины (28.01.2019) по представлению от Князева С. Н., начальника Департамента оперативной поддержки — Козловского О. А. назначено на должность заместителя главы Национальной полиции Украины.
Организовав работу нового подразделения, органам Национальной полиции Украины удалось выявить и предотвратить многочисленные нарушения избирательного процесса на очередных выборах Президента Украины (2019). Эффективно организованная и слаженная работа органов Национальной полиции МВД Украины позволилаобеспечить честные результаты голосования и легитимные выборы в целом.